# Jiřina Štěpničková
Jiřina Štěpničková (née le 3 avril 1912 à Prague, Autriche-Hongrie et morte le 5 septembre 1985) est une actrice tchécoslovaque.

## Biographie

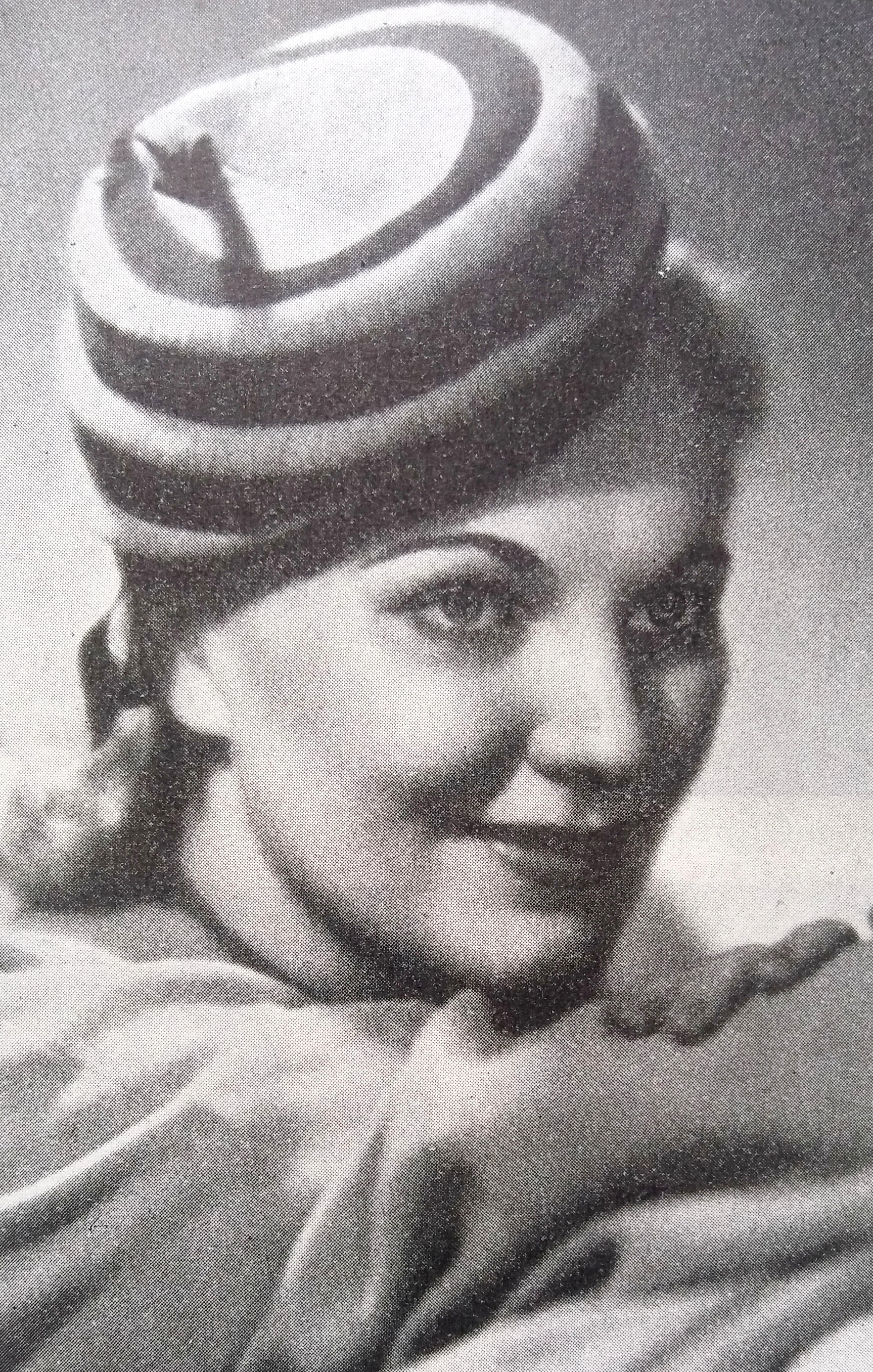

Elle commença à jouer à 16 ans et Jindřich Honzl la fit entrer au Théâtre libéré. En 1930, elle était membre du Théâtre national, et de 1936 à 1951, elle fréquenta le Théâtre de Vinohrady, parallèlement à une carrière cinématographique.
En 1951, elle voulut émigrer en République fédérale d'Allemagne à la suite d'une lettre qui semblait émaner de František Čáp, mais qui avait été en réalité fabriquée par les services secrets. Elle fut donc condamnée à 15 ans de prison. Si certains de ses collègues comédiens souhaitaient sa mort, d'autres appelaient à sa libération, notamment ses collègues  Zdeněk Štěpánek, Karel Höger ou Vlasta Fabianová, elle fut libérée en 1961. Elle put continuer à travailler et fut officiellement réhabilitée en 1969.
Elle est inhumée au cimetière d'Olšany.
Son fils Jiří Štěpnička (cs) est lui aussi acteur.

## Filmographie
- 1933 : Extase de Gustav Machatý
- 1935 : Tatranská romance
- 1936 : Le Chameau par le chas d'une aiguille de  Otakar Vávra et Hugo Haas
- 1963 : Transport du paradis de  Zbynek Brynych
- 1969 : Alouettes, le fil à la patte de Jiří Menzel
- 1970 :  Le Marteau des sorcières de  Otakar Vávra